# چرخ‌دنده‌های جنگ: ای دی
چرخ‌دنده‌های جنگ: ای دی (به انگلیسی: Gears of War: E-Day) بازی ویدئویی رو به انتشار به سبک تیراندازی سوم شخص است که با همکاری کوالیشن و پیپل کن فلای توسعه یافته و به‌وسیلهٔ ایکس‌باکس گیم استودیوز منتشر خواهد شد. این بازی به عنوان ششمین قسمت اصلی از فرنچایز چرخ‌دنده‌های جنگ به‌شمار می‌رود، که وقایع آن ۱۴ سال قبل از اتفاقات بازی اصلی می‌گذرد.
این بازی به‌طور رسمی در ژوئن ۲۰۲۴ با یک تریلر درون انجین رونمایی شد، که با همکاری بلور استودیو و جی‌نت ساخته شده بود، و قرار است در تاریخی نامشخص برای مایکروسافت ویندوز و ایکس‌باکس سری اکس/س عرضه شود.

## داستان پیش‌فرض
چهارده سال قبل از وقایع بازی اصلی، مارکوس فنیکس (جان دیماجیو) و دام سانتیاگو (کارلوس فرو)، دو سرباز از ائتلاف دولت‌های منظم (COG)، باید در روز ظهور که در آن نژادی از موجودات زیرزمینی به نام لوکاست هورد که از پناهگاه مخفی خودشان بیرون می‌آیند، زنده بمانند. داستان بازی در شهر «کالونا» روایت می‌شود، که مکانی جدید برای فرنچایز است.